# Ranunculus albertii
Ranunculus albertii Regel & Schmalh. – gatunek rośliny z rodziny jaskrowatych (Ranunculaceae Juss.). Występuje naturalnie w Kazachstanie oraz zachodniej części Chin (w zachodniej i środkowej części regionu autonomicznego Sinciang).

## Morfologia
PokrójBylina o nagich pędach. Dorasta do 6–30 cm wysokości.
LiścieMają nerkowato pięciokątny, prosty, potrójnie klapowany lub dłoniasty kształt. Mają 1–2,5 cm długości oraz 1,5–3,5 cm szerokości. Nasada liścia ma prawie sercowaty lub ucięto zaokrąglony kształt. Brzegi są wyraźnie ząbkowane. Ogonek liściowy jest nagi i ma 1,5–8 cm długości.
KwiatySą pojedyncze. Pojawiają się na końcówkach pędów. Dorastają do 17–28 mm średnicy. Mają żółtą barwę. Mają 5 działek kielicha, które są owalnego kształtu i dorastają do 6–8 m długości. Mają 5 lub 6 płatków o owalnym kształcie i długości 10–13 mm.
OwoceNagie niełupki o odwrotnie jajowatym kształcie. Mają 2–4 mm długości. Zebrane w jajowatych główkach.

## Biologia i ekologia
Rośnie na trawiastych zboczach. Występuje na wysokości od 1800 do 3300 m n.p.m. Kwitnie od czerwca do września.